# Медведевський район
Медве́девський район (рос. Медведевский район, марій. Медведево кундем) — адміністративна одиниця Республіки Марій Ел Російської Федерації.
Адміністративний центр — селище міського типу Медведево.

## Населення
Населення району становить 67109 осіб (2019, 67703 у 2010, 65957 у 2002).

## Адміністративно-територіальний поділ
На території району 2 міських та 16 сільських поселень:
| Поселення                            | Площа, км² | Населення, осіб (2002) | Населення, осіб (2010) | Населення, осіб (2019) | Центр             | Населені пункти |
| ------------------------------------ | ---------- | ---------------------- | ---------------------- | ---------------------- | ----------------- | --------------- |
| Краснооктябрське міське поселення    | 81,85      | 4307                   | 4559                   | 4319                   | Краснооктябрський | 1               |
| Медведевське міське поселення        | 8,05       | 16610                  | 16841                  | 19183                  | Медведево         | 1               |
| Азановське сільське поселення        | 49,49      | 2083                   | 2075                   | 1913                   | Азаново           | 10              |
| Азяковське сільське поселення        | 575,92     | 1798                   | 1915                   | 1796                   | Середнє Азяково   | 11              |
| Єжовське сільське поселення          | 47,95      | 2232                   | 1977                   | 1889                   | Єжово             | 6               |
| Знаменське сільське поселення        | 50,92      | 2632                   | 2990                   | 3108                   | Знаменський       | 8               |
| Кузнецовське сільське поселення      | 69,70      | 3044                   | 3093                   | 2910                   | Кузнецово         | 10              |
| Кундиське сільське поселення         | 280,58     | 5045                   | 5113                   | 4407                   | Силікатний        | 3               |
| Куярське сільське поселення          | 254,68     | 4739                   | 4326                   | 4053                   | Куяр              | 5               |
| Люльпанське сільське поселення       | 248,68     | 3125                   | 3139                   | 2689                   | Люльпани          | 19              |
| Нурминське сільське поселення        | 372,63     | 2524                   | 2808                   | 2591                   | Нурма             | 14              |
| Пекшиксолинське сільське поселення   | 51,80      | 3016                   | 3624                   | 3655                   | Пекшиксола        | 11              |
| Русько-Кукморське сільське поселення | 39,32      | 1773                   | 1862                   | 1661                   | Руський Кукмор    | 4               |
| Руемське сільське поселення          | 57,42      | 4445                   | 4265                   | 4108                   | Руем              | 13              |
| Сенькинське сільське поселення       | 27,97      | 1619                   | 1684                   | 1613                   | Сенькино          | 5               |
| Сидоровське сільське поселення       | 377,84     | 1983                   | 2191                   | 2123                   | Нолька            | 11              |
| Шойбулацьке сільське поселення       | 187,74     | 3396                   | 3627                   | 3580                   | Шойбулак          | 24              |
| Юбілейне сільське поселення          | 8,63       | 1586                   | 1614                   | 1511                   | Юбілейний         | 1               |

## Найбільші населені пункти
Найбільші населені пункти з чисельністю населення понад 1000 осіб:
| №  | Населений пункт   | Населення, осіб (2002) | Населення, осіб (2010) |
| -- | ----------------- | ---------------------- | ---------------------- |
| 1  | Медведево         | 16 610                 | 16 841                 |
| 2  | Краснооктябрський | 4 307                  | 4 559                  |
| 3  | Руем              | 3 577                  | 3 319                  |
| 4  | Сурок             | 3 165                  | 3 102                  |
| 5  | Знаменський       | 2 293                  | 2 444                  |
| 6  | Силікатний        | 1 862                  | 1 990                  |
| 7  | Руський Кукмор    | 1 717                  | 1 809                  |
| 8  | Азаново           | 1 777                  | 1 764                  |
| 9  | Новий             | 1 293                  | 1 738                  |
| 10 | Кузнецово         | 1 696                  | 1 672                  |
| 11 | Юбілейний         | 1 586                  | 1 614                  |
| 12 | Єжово             | 1 747                  | 1 538                  |
| 13 | Лісний            | 184                    | 1 411                  |
| 14 | Шойбулак          | 1 254                  | 1 283                  |
| 15 | Пемба             | 1 238                  | 1 232                  |
| 16 | Люльпани          | 1 223                  | 1 216                  |
| 17 | Куяр              | 2 831                  | 1 178                  |